# Nieuw-Guinese krokodil
De Nieuw-Guinese krokodil (Crocodylus novaeguineae) is een krokodilachtige uit de familie echte krokodillen (Crocodylidae) en de onderfamilie Crocodylinae.

## Naam en indeling
De wetenschappelijke naam van de soort werd voor het eerst voorgesteld door Karl Patterson Schmidt in 1928. Later werd de wetenschappelijke naam Philas novaeguineae gebruikt. De soortaanduiding novaeguineae betekent vrij vertaald 'uit Nieuw-Guinea'. De Filipijnse krokodil (Crocodylus mindorensis) wordt soms als ondersoort gezien, maar dit is niet algemeen geaccepteerd.

## Uiterlijke kenmerken
Deze krokodil is een middelgrote soort; mannetjes bereiken een maximale lichaamslengte tot 3,5 meter, vrouwtjes worden ongeveer 2,7 meter maar de meeste exemplaren blijven ver onder deze lengtes. De kop is vrij smal en uiterlijk lijkt de krokodil enigszins op de Siamese krokodil (Crocodylus siamensis), vooral de jonge dieren zijn moeilijk uit elkaar te houden. De lichaamskleur is bruingrijs tot grijs, met donkere banden of vlekken op het lichaam en een donkere bandering aan de staart. De vlekken en banden steken bij juvenielen vrij sterk af maar vervagen naarmate de dieren ouder worden.
De Nieuw-Guinese krokodil heeft 66 of 68 tanden; 5 rijen voortanden (premaxillair) en 13 of 14 rijen tanden (maxillair) in de bovenkaak en 15 rijen kiezen (mandibulair) in de onderkaak. De snuit is korter en breder dan die van de gelijkende Australische krokodil.

## Levenswijze
Deze soort is nachtactief en beweegt overdag niet veel. Overdag blijft de krokodil meer op beschutte plekken om te zonnen en zoekt geen open plekken op. Het voedsel bestaat uit vissen, amfibieën en reptielen en watervogels als rallen en futen. Jongere exemplaren eten kleinere prooien als insecten en andere in het water levende ongewervelden.
De vrouwtjes zijn geslachtsrijp bij een lengte van 1,6 tot 2 meter. Noordelijke populaties zetten de eitjes af tijdens het droge seizoen in dichtbegroeide rivierarmen of drijvende plantenmatten. Zuidelijke populaties maken een nest op het land dat op een bladerhoop lijkt, en doen dat aan het begin van het natte seizoen. De legsels van zuidelijk exemplaren zijn kleiner in aantal, maar de individuele eieren zijn gemiddeld groter. Het vrouwtje blijft bij het nest, maar beschermt de eitjes niet altijd actief. Wel helpt ze, soms met behulp van het mannetje, de net uitgekomen jongen uit het nest en brengt ze naar het water.

## Verspreiding en habitat
De Nieuw-Guinese krokodil komt voor in delen van Azië, nl. in Indonesië op Irian Jaya en in Papoea-Nieuw-Guinea. Op de Aru-eilanden ten zuiden van Nieuw-Guinea is de krokodil zeer waarschijnlijk uitgestorven. De habitat bestaat uit moerassen, beboste moerassen, rivieren en draslanden. De krokodil komt weinig voor in brak water en heeft een voorkeur voor zoetwater. De soort is aangetroffen van zeeniveau tot op een hoogte van ongeveer 300 meter boven zeeniveau. De krokodil is te vinden in moerassen en meren en mijdt de kuststrook waar de zeekrokodil (Crocodylus porosus) leeft en blijft meer landinwaarts.

## Beschermingsstatus
Door de internationale natuurbeschermingsorganisatie IUCN is de beschermingsstatus 'veilig' toegewezen (Least Concern of LC).
De Nieuw-Guinese krokodil is een voorbeeld van een bijna uitgestorven diersoort die dankzij goed natuurbeheer weer redelijk sterk staat. Er zijn tegenwoordig ongeveer 100.000 exemplaren in het wild. De huid van deze soort is veel geld waard in de leerindustrie. Kkrokodillenfarms fokken de dieren door eitjes en juvenielen te verzamelen.